# Ar-Rawi
Die ägyptische Zeitschrift ar-Rawi (arabisch الراوي, DMG ar-Rāwī ‚„Der Erzähler“‘) erschien zwischen 1888 und 1890 in Alexandria im damaligen Chedivat Ägypten. Insgesamt wurden 21 Ausgaben in zwei Jahrgängen herausgegeben.
Gründer der Zeitschrift war der libanesische Journalist und Autor Salīm Sarkīs (1869–1926). Laut Untertitel publizierte das Magazin ar-Rawi insbesondere Artikel mit literarischem und humoristischem Bezug.